# AEGON Classic
Az AEGON Classic (régebbi nevén DFS Classic) évente megrendezésre kerülő női tenisztorna a Birmingham városában található Edgbaston Priory Clubban, az Egyesült Királyságban. A torna 2009–2013 között International kategóriájú volt, 2014-től Premier, 2021-től WTA 250 besorolást kapott. Összdíjazása 275 000 dollár.
Az első versenyt 1982-ben rendezték meg, a mérkőzéseket szabadtéren, füves pályákon játsszák. A torna Wimbledonra való felkészülést szolgálja, és testvértornája a férfiak számára megtartott Queen’s Club Championshipsnek.
A rekordot Pam Shriver tartja négy tornagyőzelemmel, ennél többször senki sem nyert Birminghamben.

## Győztesek

### Egyéni
| Év                | Torna neve                                     | Győztes                                        | Ellenfél a döntőben                            | Eredmény a döntőben                  |
| ----------------- | ---------------------------------------------- | ---------------------------------------------- | ---------------------------------------------- | ------------------------------------ |
| 2024              | Birmingham Classic                             | Julija Putyinceva                              | Ajla Tomljanović                               | 6–1, 7–6(8)                          |
| 2023              | Birmingham Classic                             | Jeļena Ostapenko                               | Barbora Krejčíková                             | 7–6(8), 6–4                          |
| 2022              | Birmingham Classic                             | Beatriz Haddad Maia                            | Csang Suaj                                     | 5–4 feladta                          |
| 2021              | Viking Birmingham Classic                      | Unsz Dzsábir                                   | Darja Kaszatkina                               | 7–5, 6–4                             |
| 2020              | Elmaradt a koronavírus-járvány miatt           | Elmaradt a koronavírus-járvány miatt           | Elmaradt a koronavírus-járvány miatt           | Elmaradt a koronavírus-járvány miatt |
| 2019              | Nature Valley Classic                          | Ashleigh Barty                                 | Julia Görges                                   | 6–3, 7–5                             |
| 2018              | Birmingham Classic                             | Petra Kvitová                                  | Magdaléna Rybáriková                           | 4–6, 6–1, 6–2                        |
| 2017              | AEGON Classic                                  | Petra Kvitová                                  | Ashleigh Barty                                 | 4–6, 6–3, 6–2                        |
| 2016              | AEGON Classic                                  | Madison Keys                                   | Barbora Strýcová                               | 6–3 , 6–4                            |
| 2015              | AEGON Classic                                  | Angelique Kerber                               | Karolína Plíšková                              | 6–7(5), 6–3 , 7–6(4)                 |
| 2014              | AEGON Classic                                  | Ana Ivanović                                   | Barbora Záhlavová-Strýcová                     | 6–3, 6–2                             |
| ↑ Premier ↑       |                                                |                                                |                                                |                                      |
| 2013              | AEGON Classic                                  | Daniela Hantuchová                             | Donna Vekić                                    | 7–6(5), 6–4                          |
| 2012              | AEGON Classic                                  | Melanie Oudin                                  | Jelena Janković                                | 6–4, 6–2                             |
| 2011              | AEGON Classic                                  | Sabine Lisicki                                 | Daniela Hantuchová                             | 6–3, 6–2                             |
| 2010              | AEGON Classic                                  | Li Na                                          | Marija Sarapova                                | 7–5, 6–1                             |
| 2009              | AEGON Classic                                  | Magdaléna Rybáriková                           | Li Na                                          | 6–0, 7–6(2)                          |
| ↑ International ↑ |                                                |                                                |                                                |                                      |
| 2008              | DFS Classic                                    | Katerina Bondarenko                            | Yanina Wickmayer                               | 7–6(7), 3–6, 7–6(4)                  |
| 2007              | DFS Classic                                    | Jelena Janković                                | Marija Sarapova                                | 4–6, 6–3, 7–5                        |
| 2006              | DFS Classic                                    | Vera Zvonarjova                                | Jamea Jackson                                  | 7–6(12), 7–6(5)                      |
| 2005              | DFS Classic                                    | Marija Sarapova                                | Jelena Janković                                | 6–2, 4–6, 6–1                        |
| 2004              | DFS Classic                                    | Marija Sarapova                                | Tatiana Golovin                                | 4–6, 6–2, 6–1                        |
| 2003              | DFS Classic                                    | Magdalena Maleeva                              | Aszagoe Sinobu                                 | 6–1, 6–1                             |
| 2002              | DFS Classic                                    | Jelena Dokić                                   | Anasztaszija Miszkina                          | 6–2, 6–3                             |
| 2001              | DFS Classic                                    | Nathalie Tauziat                               | Miriam Oremans                                 | 6–3, 7–5                             |
| 2000              | DFS Classic                                    | Lisa Raymond                                   | Tamarine Tanasugarn                            | 6–2, 6–7, 6–4                        |
| 1999              | DFS Classic                                    | Julie Halard                                   | Nathalie Tauziat                               | 6–2, 3–6, 6–4                        |
| 1998              | Eső miatt törölték az elődöntőket és a döntőt. | Eső miatt törölték az elődöntőket és a döntőt. | Eső miatt törölték az elődöntőket és a döntőt. |                                      |
| 1997              | DFS Classic                                    | Nathalie Tauziat                               | Yayuk Basuki                                   | 2–6, 6–2, 6–2                        |
| 1996              | DFS Classic                                    | Meredith McGrath                               | Nathalie Tauziat                               | 2–6, 6–4, 6–4                        |
| 1995              | DFS Classic                                    | Zina Garrison                                  | Lori McNeil                                    | 6–3, 6–3                             |
| 1994              | DFS Classic                                    | Lori McNeil                                    | Zina Garrison                                  | 6–2, 6–2                             |
| 1993              | DFS Classic                                    | Lori McNeil                                    | Zina Garrison                                  | 6–4, 2–6, 6–3                        |
| 1992              | Dow Classic                                    | Brenda Schultz McCarthy                        | Jenny Byrne                                    | 6–2, 6–2                             |
| 1991              | Dow Classic                                    | Martina Navratilova                            | Natallja Zverava                               | 6–4, 7–6                             |
| 1990              | Dow Classic                                    | Zina Garrison                                  | Helena Suková                                  | 6–4, 6–1                             |
| 1989              | Dow Classic                                    | Martina Navratilova                            | Zina Garrison                                  | 7–6, 6–3                             |
| 1988              | Dow Chemical Classic                           | Claudia Kohde-Kilsch                           | Pam Shriver                                    | 6–2, 6–1                             |
| 1987              | Dow Chemical Classic                           | Pam Shriver                                    | Larisza Szavcsenko                             | 4–6, 6–2, 6–2                        |
| 1986              | Edgbaston Cup                                  | Pam Shriver                                    | Manuela Maleeva Fragniere                      | 6–2, 7–6                             |
| 1985              | Edgbaston Cup                                  | Pam Shriver                                    | Betsy Nagelsen McCormack                       | 6–1, 6–0                             |
| 1984              | Edgbaston Cup                                  | Pam Shriver                                    | Anne White                                     | 7–6, 6–3                             |
| 1983              | Edgbaston Cup                                  | Billie Jean King                               | Alycia Moulton                                 | 6–0, 7–5                             |
| 1982              | Edgbaston Cup                                  | Billie Jean King                               | Rosalyn Fairbank Nideffer                      | 6–2, 6–1                             |

### Páros
| Év   | Győztesek                             | Ellenfelek a döntőben                   | Eredmény a döntőben                  |
| ---- | ------------------------------------- | --------------------------------------- | ------------------------------------ |
| 2024 | Hszie Su-vej Elise Mertens            | Kato Miju Csang Suaj                    | 6–1, 6–3                             |
| 2023 | Marta Kosztyuk Barbora Krejčíková     | Storm Hunter Alycia Parks               | 6–2, 7–6(7)                          |
| 2022 | Ljudmila Kicsenok Jeļena Ostapenko    | Elise Mertens Csang Suaj                | játék nélkül                         |
| 2021 | Marie Bouzková Lucie Hradecká         | Unsz Dzsábir Ellen Perez                | 6–4, 2–6, [10–8]                     |
| 2020 | Elmaradt a koronavírus-járvány miatt  | Elmaradt a koronavírus-járvány miatt    | Elmaradt a koronavírus-járvány miatt |
| 2019 | Hszie Su-vej Barbora Strýcová         | Anna-Lena Grönefeld Demi Schuurs        | 6–4, 6–7(4), [10–8]                  |
| 2018 | Babos Tímea Kristina Mladenovic       | Elise Mertens Demi Schuurs              | 4-6, 6–3, [10–8]                     |
| 2017 | Ashleigh Barty Casey Dellacqua        | Csan Hao-csing Csang Suaj               | 6-1, 2–6, [10–8]                     |
| 2016 | Karolína Plíšková Barbora Strýcová    | Vania King Alla Kudrjavceva             | 6–3, 7–6(1)                          |
| 2015 | Garbiñe Muguruza Carla Suárez Navarro | Andrea Hlaváčková Lucie Hradecká        | 6–4, 6–4                             |
| 2014 | Raquel Kops-Jones Abigail Spears      | Ashleigh Barty Casey Dellacqua          | 7–6(1), 6–1                          |
| 2013 | Ashleigh Barty Casey Dellacqua        | Cara Black Marina Eraković              | 7–5, 6–4                             |
| 2012 | Babos Tímea Hszie Su-vej              | Liezel Huber Lisa Raymond               | 7–5, 6–7(2), [10–8]                  |
| 2011 | Volha Havarcova Alla Kudrjavceva      | Sara Errani Roberta Vinci               | 1–6, 6–1, [10–5]                     |
| 2010 | Cara Black Lisa Raymond               | Bethanie Mattek-Sands Liezel Huber      | 6–3, 3–2 feladták                    |
| 2009 | Cara Black Liezel Huber               | Raquel Kops-Jones Abigail Spears        | 6–1, 6–4                             |
| 2008 | Cara Black Liezel Huber               | Séverine Brémond Virginia Ruano Pascual | 6–2, 6–1                             |
| 2007 | Csan Jung-zsan Csuang Csia-zsung      | Szun Tien-tien Meilen Tu                | 7–6(3), 6–3                          |
| 2006 | Jelena Janković Li Na                 | Jill Craybas Liezel Huber               | 6–2, 6–4                             |
| 2005 | Daniela Hantuchová Szugijama Ai       | Eléni Danjilídu Jennifer Russell        | 6–2, 6–3                             |
| 2004 | Marija Kirilenko Marija Sarapova      | Lisa McShea Milagros Sequera            | 6–2, 6–1                             |
| 2003 | Els Callens Meilen Tu                 | Alicia Molik Martina Navratilova        | 7–5, 6–4                             |
| 2002 | Aszagoe Sinobu Els Callens            | Kimberly Po-Messerli Nathalie Tauziat   | 6–4, 6–3                             |
| 2001 | Cara Black Jelena Lihovceva           | Kimberly Po-Messerli Nathalie Tauziat   | 6–1, 6–2                             |
| 2000 | Rachel McQuillan Lisa McShea          | Cara Black Irina Selyutina              | 6–3, 7–6(3)                          |
| 1999 | Corina Morariu Larisa Neiland         | Alexandra Fusai Inés Gorrochategui      | 6–4, 6–4                             |
| 1998 | Els Callens Julie Halard-Decugis      | Lisa Raymond Rennae Stubbs              | 2–6, 6–4, 6–4                        |
| 1997 | Katrina Adams Larisa Neiland          | Nathalie Tauziat Linda Wild             | 6–2, 6–3                             |
| 1996 | Elizabeth Smylie Linda Wild           | Lori McNeil Nathalie Tauziat            | 6–3, 3–6, 6–1                        |
| 1995 | Manon Bollegraf Rennae Stubbs         | Nicole Bradtke Kristine Radford         | 3–6, 6–4, 6–4                        |
| 1994 | Zina Garrison-Jackson Larisa Neiland  | Catherine Barclay Kerry-Anne Guse       | 6–4, 6–4                             |
| 1993 | Lori McNeil Martina Navratilova       | Pam Shriver Elizabeth Smylie            | 6–3, 6–4                             |
| 1992 | Lori McNeil Rennae Stubbs             | Sandy Collins Elna Reinach              | 5–7, 6–3, 8–6                        |
| 1991 | Nicole Provis Elizabeth Smylie        | Sandy Collins Elna Reinach              | 6–3, 6–4                             |
| 1990 | Larisza Szavcsenko Natallja Zverava   | Gretchen Magers Lisa Gregory            | 3–6, 6–3, 6–3                        |
| 1989 | Larisza Szavcsenko Natallja Zverava   | Meredith McGrath Pam Shriver            | 7–5, 5–7, 6–0                        |
| 1988 | Larisza Szavcsenko Natallja Zverava   | Leila Meszhi Szvetlana Parhomenko       | 6–4, 6–1                             |
| 1987 | Eső miatt törölték.                   | Eső miatt törölték.                     |                                      |
| 1986 | Elise Burgin Rosalyn Fairbank         | Elizabeth Smylie Wendy Turnbull         | 6–2, 6–4                             |
| 1985 | Terry Holladay Sharon Walsh-Pete      | Elise Burgin Alycia Moulton             | 6–4, 5–7, 6–3                        |
| 1984 | Leslie Allen Anne White               | Barbara Jordan Elizabeth Sayers         | 7–6, 6–3                             |
| 1983 | Billie Jean King Sharon Walsh         | Beverly Mould Elizabeth Sayers          | 6–2, 6–4                             |
| 1982 | Jo Durie Anne Hobbs                   | Rosie Casals Wendy Turnbull             | 6–3, 6–2                             |